# ۳۳۵ (پیش از میلاد)
۳۳۵ (پیش از میلاد) ۳۳۵مین سال قبل از تقویم میلادی است.